# Олівія Луккарді
Олівія Луккарді (англ. Olivia Luccardi; нар. 17 травня 1989, Бруклін, Нью-Йорк, США) — американська акторка.

## Життєпис
Олівія Луккарді народилась в Брукліні, Нью-Йорк, США. Кілька років прожила в північній частині Нью-Йорка в невеликому містечку Четем. Працювала чотири року в одному із нічних клубів, поки не почала кар'єру акторки.

## Кар'єра
Олівія отримувала перші ролі в короткометражних фільмах. У кінці 2012 року було оголошено, що вона з'явиться у проекті «Таємне життя чоловіків та жінок». Сценарій заснований на книзі американської письменниці Йозі Браун. Роль Луккарді — зла та недружелюбна донька Даніелли (Перрі Рівз) та Річарда Дівер (Джеймс Таппер).
У фільмі «Воно» 2014 року Олівія виконала роль подруги Келлі (Лілі Сіп) та Пола (Кейр Гілкріст). У своєму житті Яра їсть та спить, а також їздить на машині зі своїми друзями без якоїсь мети. У тому ж році за участю акторки вийшли романтична комедія з Г'ю Грантом «Виправлений варіант» і незалежна драма «Як неділя, так дощ». Також вона приєдналась до акторського складу телесеріалу «Помаранчевий — хіт сезону». Після епізодичних ролей в серіалах «Картковий будинок» та «Шоу Геффігана» Луккарді зіграла подружку Кайла Бадвелла (Джек О'Коннелл) в трилері «Грошова пастка». У неї була роль у фільмі жахів «Здичавілі» у 2016.

## Фільмографія

### Фільми
| Рік  | Назва                             | Оригінальна назва                  | Роль    | Примітки      |
| ---- | --------------------------------- | ---------------------------------- | ------- | ------------- |
| 2013 | «Таємне життя чоловіків та жінок» | Secret Lives of Husbands and Wives | Індія   | телефільм     |
| 2014 | «Воно»                            | It Follows                         | Яра     |               |
| 2014 | «Виправлений варіант»             | The Rewrite                        | Хлоя    |               |
| 2014 | «Як неділя, так дощ»              | Like Sunday, Like Rain             | Шеллі   |               |
| 2016 | «Грошова пастка»                  | Money Monster                      | Арлін   |               |
| 2016 | «Здичавілі»                       | Feral                              | Джулс   |               |
| 2017 |                                   | Lady-Like                          | Люсі    |               |
| 2017 |                                   | Person to Person                   | Мелані  |               |
| 2017 |                                   | Diamond Soles                      | Лів     | постпродукція |
| 2017 |                                   | Viena and the Fantomes             | Ребекка |               |
| 2017 |                                   | One Percent More Humid             | Мей     |               |
| 2017 |                                   | Ironwood                           | Майка   |               |
| 2018 | «Після усього»                    | After Everything                   | Джаннел |               |
| 2019 | «П'яні батьки»                    | Drunk Parents                      | Джессі  |               |
| 2020 | «Вієна і Фантоми»                 | Viena and the Fantomes             | Ребекка |               |
| 2021 | «Злодюжки всього світу»           | Shoplifters of the World           | Сенді   |               |

### Серіали
| Рік       | Назва                       | Оригінальна назва       | Роль      | Примітки    |
| --------- | --------------------------- | ----------------------- | --------- | ----------- |
| 2013      | «Дівчинки»                  | Girls                   | дівчина   | 1 епізод    |
| 2014–2017 | «Помаранчевий — хіт сезону» | Orange Is the New Black | Дженніфер | 14 епізодів |
| 2015      | «Картковий будинок»         | House of Cards          | ескорт    | 1 епізод    |
| 2015      | «Шоу Геффігана»             | The Jim Gaffigan Show   | Дені      | 1 епізод    |
| 2017      |                             | The Deuce               | Мелісса   | 17 епізодів |